# Retrato de Cosme el Viejo

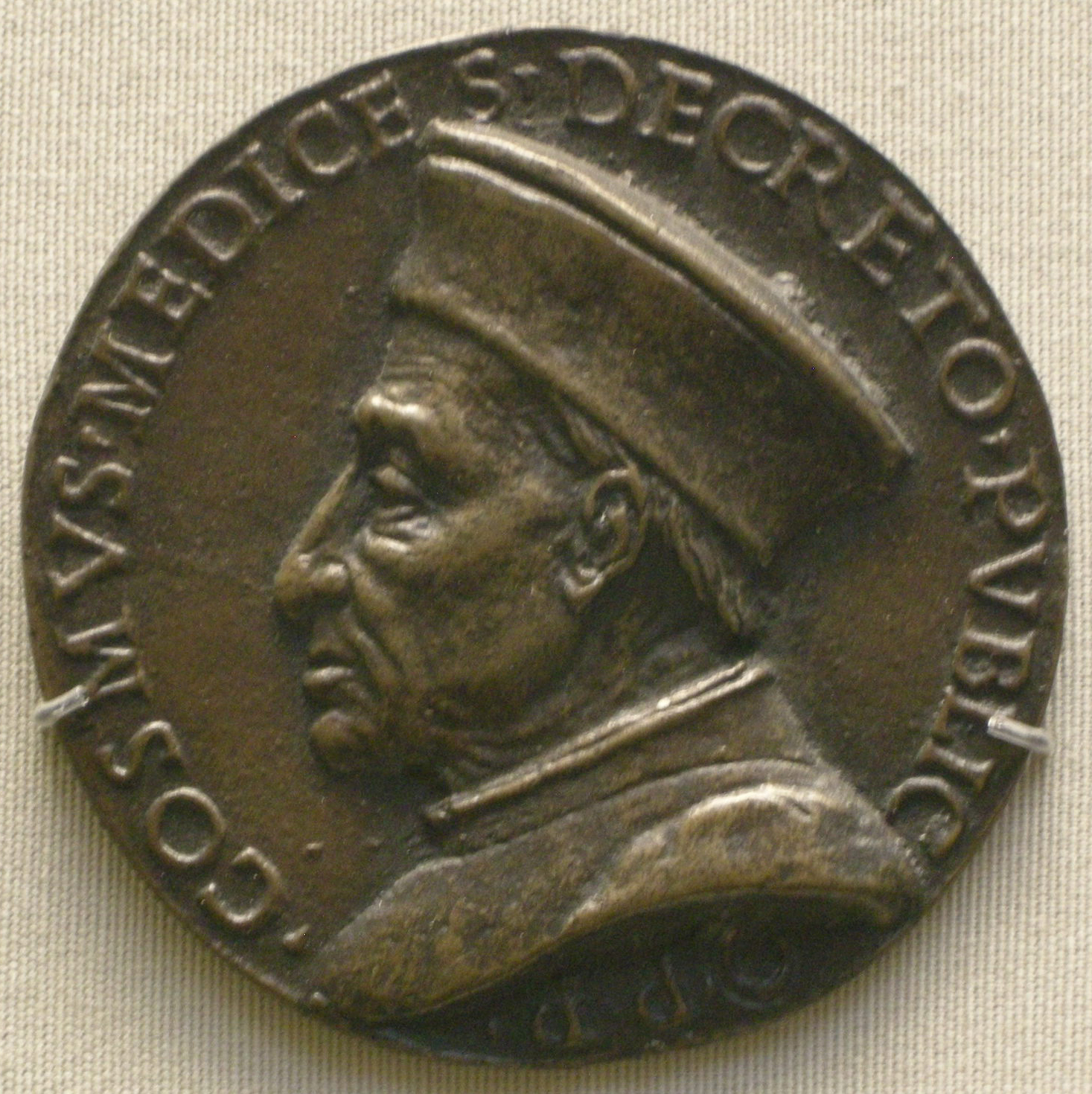
Artista florentino anónimo, medalla de Cosme el Viejo (1465-1469 aproximadamente).

El Retrato de Cosme el Viejo es una pintura al óleo sobre tabla de 90 x 72 cm de Pontormo, de 1519-1520 aproximadamente y conservada en los Uffizi de Florencia.

## Historia
La obra se pintó para Goro Gheri en homenaje al antepasado de la fortuna de la familia Médici, muerto más de cincuenta años antes, en 1464. Gheri era responsable desde septiembre de 1519 de la administración extraordinaria de Florencia y su carrera había comenzado como secretario de Lorenzo duque de Urbino, fallecido en mayo y último representante de la rama principal, denominada "de Cafaggiolo", de la familia; la obra debió nacer así pues en un momento bastante crítico para la dinastía medicea y es posible que hubiera sido el mismo papa León X, nacido Juan de Médici, quien la solicitó. En junio de hecho nació un nuevo heredero varón, hijo de Juan de las Bandas Negras (exponente de la rama "popolano") y de María Salviati (hija de la hermana del papa, Lucrecia), que en honor al ilustre antepasado fue llamado Cosme.
Con esta obra Pontormo entró en el círculo mediceo: la obra se encontraba en las colecciones de Octaviano de Médici y confluyó en las de su hijo Alejandro; fue el propio Octaviano quien, inmediatamente después, le encargó participar en la decoración del salón de la villa de Poggio a Caiano.
En 1585 fue copiada por Alessandro Pieroni para la Serie joviana y existe otra copia, solo del rostro, de Bronzino, hecha para una galería de retratos mediceos hoy en el Pasillo vasariano. Freedberg planteó la hipótesis de que la obra tuviera un pendant con el retrato de Pedro el Gotoso con el perfil hacia la derecha, trayendo como única prueba un estudio en la Corsiniana (124-162 r).

## Descripción y estilo
Cosme el Viejo se muestra sentado de perfil, inspirándose en el único retrato existente, la medalla del siglo XV de un anónimo artista florentino. El busto está girado hacia el espectador y aparece alargado, estrechado en la espacialidad angosta entre el asiento (en cuyo respaldo está escrito el nombre del retratado: "COS[I]M[U]S MED/ICES P[ATER] P[ATRIAE] P[ARENS]") y el primer plano. Porta un birrete de lana roja y una túnica del mismo material, a la moda de mediados del siglo XV, con un volumen acentuado y tratamiento nórdico de los pliegues, iluminados con destellos y reflejos aterciopelados. Las manos se entrelazan expresivamente entre sí.
A la izquierda se encuentra una representación alegórica: la rama rota del laurel, planta a menudo usada como símbolo de la dinastía medicea desde que fue llevada a su esplendor por Lorenzo el Magnífico (Laurentius/Laurus), alude a la extinción de la rama principal de la familia, pero un nuevo vástago alude a la vitalidad y renovación del linaje. Una cartela se enrolla complicadamente sobre la rama y en ella se lee una pasaje de la Eneida (VI, 143): "UN AVULSO NO DÉFICIT ALTER", reiterando como una rama truncada no debilita a la otra.